# Évêché titulaire de Sufar
La diocèse de Sufar (en latin : Dioecesis Sufaritana) est un ancien diocèse de l'Église catholique situé dans l'antique ville de Sufar ou Sufra, dans la province romaine de Maurétanie césarienne, correspondant à l'actuel nord de l'Algérie. La capitale de cette province était Césarée (aujourd'hui Cherchell). Sufar était l'une des nombreuses villes de cette province marquées par le christianisme aux IVe et Ve siècles, avant que l'expansion de l'islam au VIIe siècle ne transforme la région.

## Contexte historique
La Maurétanie césarienne était l'une des trois provinces maurétaniennes, dotée de structures administratives et ecclésiastiques, comprenant plusieurs diocèses. Sufar était le siège d’un évêché, dirigé par un évêque qui administrait la communauté chrétienne locale. Des études archéologiques et épigraphiques, notamment dans des villes comparables comme Zuccabar (aujourd'hui Miliana), témoignent de l'organisation de l'Église dans la région à cette époque.
Avec l'expansion de l'islam au VIIe siècle et le déclin des communautés chrétiennes en Afrique du Nord, le diocèse de Sufar cessa d'exister en tant que siège actif. Cependant, il fut maintenu comme siège titulaire.

## Rôle du siège titulaire aujourd'hui
Depuis 1933, Sufar est un siège titulaire de l'Église catholique, attribué à des évêques auxiliaires, des vicaires apostoliques ou des évêques émérites. Cette pratique vise à symboliser la continuité ecclésiastique et à répondre au besoin de titres honorifiques au sein de la hiérarchie catholique.
Le pape Léon XIV a été eveque de Sufar entre 2011 et 2014.

## Chronotassi

### Évêques résidents
- Vittore † (mentionné en 484)
- Romano † (mentionné en 484)

### Évêques titulaires
| N° | Nom                            | Fonction                                       | Début            | Fin               |
| -- | ------------------------------ | ---------------------------------------------- | ---------------- | ----------------- |
| 1  | Patrick Joseph Casey (en)      | Évêque auxiliaire de Westminster (Royaume-Uni) | 23 décembre 1965 | 2 décembre 1969   |
| 2  | Carlos Schmitt (pt), O.F.M.    | Évêque auxiliaire de Lages (Brésil)            | 14 février 1970  | 16 mars 1971      |
| 3  | Ernst Gutting                  | Évêque auxiliaire de Spire (Allemagne)         | 31 mai 1971      | 27 septembre 2013 |
| 4  | Robert Francis Prevost, O.S.A. | Administrateur apostolique de Chiclayo (Pérou) | 3 novembre 2014  | 26 septembre 2015 |
| 5  | Robert Philip Reed             | Évêque auxiliaire de Boston (États-Unis)       | 3 juin 2016      | en fonction       |